# Шарування Ріба
Шарування Ріба — шарування на тривимірній сфері, сконструйоване французьким математиком Жоржем Рібом (1920—1992).

## Означення
Компонента Ріба являє собою повноторій {\displaystyle \mathbb {D} ^{2}\times \mathbb {S} ^{1}} із шаруванням, що влаштовано наступним чином: границя повноторія {\displaystyle \mathbb {T} ^{2}} є шаром, а всі інші шари дифеоморфні площині {\displaystyle \mathbb {R} ^{2}}; їх можна подати як образ графіка функції {\displaystyle f\colon \mathbb {D} ^{2}\to \mathbb {R} }
{\displaystyle f(x)={\frac {1}{1-|x|^{2}}}}
для накриття {\displaystyle \mathbb {D} ^{2}\times \mathbb {R} \to \mathbb {D} ^{2}\times \mathbb {S} ^{1}}.
Шарування Ріба на сфері {\displaystyle \mathbb {S} ^{3}} отримується при склеюванні цієї сфери із двох компонент Ріба.

## Властивості
- Шарування Ріба є гладким, проте не аналітичним.

Зауважимо, що на сфері {\displaystyle \mathbb {S} ^{3}} взагалі не буває аналітичних шарувань корозмірності 1.
- Шарування Ріба кобордантно нулю[2].

## Зображення
|  |  |